# Sara Loscos i López
Sara Loscos i López (Barcelona, 9 de marzo de 1980) es una periodista y actriz catalana.
A los 16 años fue presentadora del programa juvenil Loops!, dedicado al seguimiento de la actualidad musical, del Canal 33 de Televisión de Cataluña. En 2007 fue presentadora de las historias de la serie GosSOS de TV3, un programa para sensibilizar la población sobre la tenencia de perros. Finalizado este trabajo, volvió a Loops! del Canal 33. Por otro lado, también fue reportera en Ànima y actriz a series de televisión cómo Temps de silenci o Laura.
En el 2012 se casó con Jordi Graupera en San Martín de Ampurias, y poco después se trasladaron a Nueva York, donde nacieron sus dos hijas. En los Estados Unidos, Loscos fue editora de un canal de noticias las 24 horas y después volvió a Barcelona, donde ha continuado su vida personal y profesional. Ha continuado haciendo trabajos de presentadora cómo al concierto El pop d'una nit d'estiu en el Festival Griego (2019) o una sustitución en el programa Tot es mou  de TV3 (2021).

Vida personal
El año 2012 se casó con su actual marido, Jordi Graupera, profesor universitario y candidato político, en el precioso pueblo catalán de San Martín de Ampurias.
Posteriormente, se mudaron en Nueva York donde vivió durante nueve años y tuvo dos hijas, Aurèlia de cinco años y Francesca de cuatro años.
Viviendo en los Estados Unidos, Sara trabajó como editora de un canal de noticias las veinticuatro horas y después volvió a Barcelona dónde ha continuado su vida tanto personal como profesional.

Vida profesional
El canal más exitoso en Cataluña, TV3 tiene una gran audiencia gracias a sus periodistas que son idóneos al dar y hacer información, a la vez que su parte de entretenimiento.
Además, la cadena televisiva tiene pocas caras jóvenes y por este motivo, cuando trata de hacer sustituciones, busca el objetivo de rejuvenecer a los presentadores que aparecen en antena.
Podemos resumir su trayectoria en los puntos siguientes:
1. La suya primera aparición en TV3 fue cuando tenía solo catorce años en el programa musical Vitamina.
2. En su primera etapa profesional, cuando solo tenía dieciséis, años, presentó un programa juvenil llamado Loops!. Este, estaba dedicado al seguimiento de la actualidad musical y se podía ver en el Canal TV3 de la emisora TV3.
3. Durante el año 2007 fue presentadora de las historias de la mítica serie catalana Perros de TV3, un programa para sensibilizar la población sobre la importancia y las consecuencias de tener perros.
4. Una vez finalizó este trabajo, volvió al programa Loops!.
5. Por otro lado, también fue reportera a Alma así como actriz de algunas series televisivas catalanas como Tiempos de silencio o Laura.
6. Ha llevado a cabo otros trabajos como presentadora como el concierto El pop de una noche de verano al Festival Griego en 2019.
7. Recientemente, ha llevado a cabo una sustitución en el programa Todo se mueve de TV3 durante el pasado año 2021, en espacios a la parte de La Zona de distensión, durante la emisión de tardes, de 18 h hasta las 20 h del anochecer.
8. Trabajó junto con el gran acompañamiento de Helena Garcia Malero, que ya lo hacía al final de Las Mañanas de Josep Cuní.

Sara ya era una cara conocida en la televisión catalana y más encara en este programa, por el hecho que desde hacía tiempo forma parte del equipo de redacción
Gracias a su talento y su simpatía, Sara no pasó desapercibida para ser tan carismática con la cámara.